# 시카고 코인

시카고 코인(Chicago Coin)은 일리노이주 시카고에 설립된 핀볼 테이블의 초기 주요 제조업체 중 하나였다. 이 회사는 동전 주입식 오락 산업을 운영하기 위해 새뮤얼 H. 겐스버그와 새뮤얼 울버그가 1932년에 설립했다. 1977년 게리 스턴과 샘 스턴은 시카고 코인 머신 부서(Chicago Coin Machine Division)의 자산을 매입하여 스턴 일렉트로닉스(Stern Electronics, Inc.)를 설립했다. 그들은 또한 1960년대부터 1970년대까지 다양한 아케이드 게임을 제작했다.